# Гара Дембеле
Гара Дембеле (на френски: Garra Dembélé – Гара̀ Данбелѐ) е бивш френски футболист от малийски произход, централен нападател.
Роден е в парижкото предградие Женевилие на 21 февруари 1986 г.

## Кариера

### Юноша във Франция
Едва на 10 г., Гара Дембеле започва да тренира в една от най-успешните френски футболни академии – „ИНФ Клерфортен“. Нарежда се сред 25-те таланта, които са приети в академията сред 5000 явили се на проби. На 15 г. Дембеле преминава в „Оксер“. Това е неговият първи договор. В периода 2002 – 2004 г. записва 26 мача за младежкия национален отбор на Франция до 18 г., отбелязвайки 2 гола.

### Професионална кариера

#### „Оксер“, „Орхус“, „Оксер“, „Пиерикос“
Началото на професионалната си кариера Гара Дембеле поставя 19-годишен във втория отбор на „Оксер“, където остава до 2007 г. През пролетта преминава във втородивизионния „Истър“, а през лятото отново сменя отбора и става футболист на датския „Орхус“. Там също не се задържа дълго и след края на полусезона се завръща в „Оксер“. За целия пролетен дял от първенството записва едва 3 участия, след което е уволнен дисциплинарно. Става играч на втородивизионния гръцки „Пиерикос“ и остава в отбора 1,5 г.

#### Локомотив Пловдив
Новият президент Коко Динев на „Локомотив“, Пловдив използва връзките си в Гърция и привлича Дембеле през зимния трансферен прозорец на сезон 2009/2010. Нападателят се утвърждава и дава сериозен принос за оставането на „Локомотив“ в А група.

#### Левски
Трансферът на Дембеле в „Левски“, София се осъществява през летния трансферен прозорец. Сумата не е обявена официално, но според медиите възлиза на 200 хиляди евро.
Прави дебют в приятелската среща с „Металист“, Харков, спечелена от сините с 3:2, като Гара Дембеле отбелязва 3-тия гол. Официалният му дебют за „Левски“ е при победата с 6:0 над ирландския „ФК Дъндолк“, а Дембеле отново се отчита с гол. В реванша той отбелязва и двата гола, а няколко дни по-късно носи победата срещу ЦСКА в първия кръг на висшата лига при дебюта си в нея. Продължава добрата си серия с 2 гола срещу шведския „Калмар“ в реванша от квалификациите за Лига Европа в София, завършил при резултат 5:2 за „Левски“. На 9 август вкарва хеттрик срещу „Локомотив“, София, с което сметката му от началото на сезона нараства на 9 гола, 4 от тях в първенството. На 12 септември отбелязва втория си хеттрик за сезона срещу „Миньор“, Перник. Третия си хеттрик за сезона отбелязва при победата на „Левски“ над „Пирин“ на 16.10.2010 г.
Дембеле отбелязва също така и на „Лил“ на 4 ноември 2010 г. През февруари 2011 г. Георги Иванов-Гонзо дава на Дембеле номер 9 Със своите 37 гола в 39 мача с екипа на „Левски“ нападетелят основателно е наричан от медиите в България „машина за голове“, също и „Сър Гара Дембеле“

#### Фрайбург
През лятото на 2011 г. е трансфериран в ШК „Фрайбург“ за сумата от 2,5 млн. евро, 200 000 от които се разпределят за отборите, в които е тренирал между 12 и 23-годишна възраст. През ноември 2011 г. вкарва изравнителния гол срещу „Хофенхайм“, който е и единственият му в Бундеслигата.

#### Ухан Заул
В началото на 2013 преминава под наем в Ухан Заул до края на сезона.

#### Национален отбор на Мали
Дебютира за националния отбор на Мали на 8 февруари 2011 г., като изиграва 45 мин. срещу Кот д'Ивоар.
В края на 2011 г. Дембеле е повикан в националния тим на Мали за купата на африканските нации. На 1 февруари 2012 г. вкарва първия си гол за националния тим на Мали. Той успява да спечели бронзов медал от първенството, като започва титуляр в мача за третото място срещу Гана и изкарва червен картон на защитника на черните звезди Айзек Ворса.

## Отличия

### Индивидуални
- Голмайстор в А футболна група: 2011